# Gare de Jonzac
La gare de Jonzac est une gare ferroviaire française de la ligne de Chartres à Bordeaux-Saint-Jean, située sur le territoire de la commune de Jonzac, dans le sud du département de la Charente-Maritime, en région Nouvelle-Aquitaine.
Elle est mise en service en 1870 par la Compagnie des chemins de fer des Charentes.
C'est une gare voyageurs de la Société nationale des chemins de fer français (SNCF), elle est desservie par des trains Intercités et TER Nouvelle-Aquitaine.

## Situation ferroviaire
Établie à 39 mètres d'altitude, la gare de Jonzac est située au point kilométrique (PK) 534,960 de la ligne de Chartres à Bordeaux-Saint-Jean, entre les gares nouvellement fermées de Clion-sur-Seugne et de Fontaines-d'Ozillac.

## Histoire
La gare de Jonzac, est mise en service le 26 janvier 1870 par la Compagnie des chemins de fer des Charentes, lorsqu'elle ouvre à l'exploitation la section de ligne entre la gare de Pons et celle de la sous-préfecture de Jonzac. 
En novembre 1871, après la fin de la Guerre franco-allemande de 1870,  elle devient une gare de passage avec l'ouverture de la section suivante jusqu'à la gare de Montendre. Trois années plus tard, la ligne de chemin de fer atteint la gare d'embranchement de Coutras qui permet les correspondances avec la ligne de la Compagnie du chemin de fer de Paris à Orléans.
C'est à partir de la petite commune rurale de Mosnac que la voie ferrée longe la rive gauche de la Seugne et ne la franchit plus. En aboutissant à Jonzac, la ligne de chemin de fer passe au sud de la ville où la station ferroviaire est construite sur la rive gauche de la rivière. Le bâtiment de la gare est de forme carrée et est conçu dans le style très caractéristique des gares de la Compagnie des Charentes, avec un bâtiment central à un étage coiffé d'un toit en ardoise avec lucarnes, accolé de chaque côté d'un bâtiment à rez-de-chaussée. La gare est somme toute modeste dans sa conception comme celle de Pons et nombre d'autres dans les deux départements charentais. 
Jonzac devient une étape sur la ligne Saintes - Bordeaux (et au-delà, Nantes - Bordeaux) depuis octobre 1874.

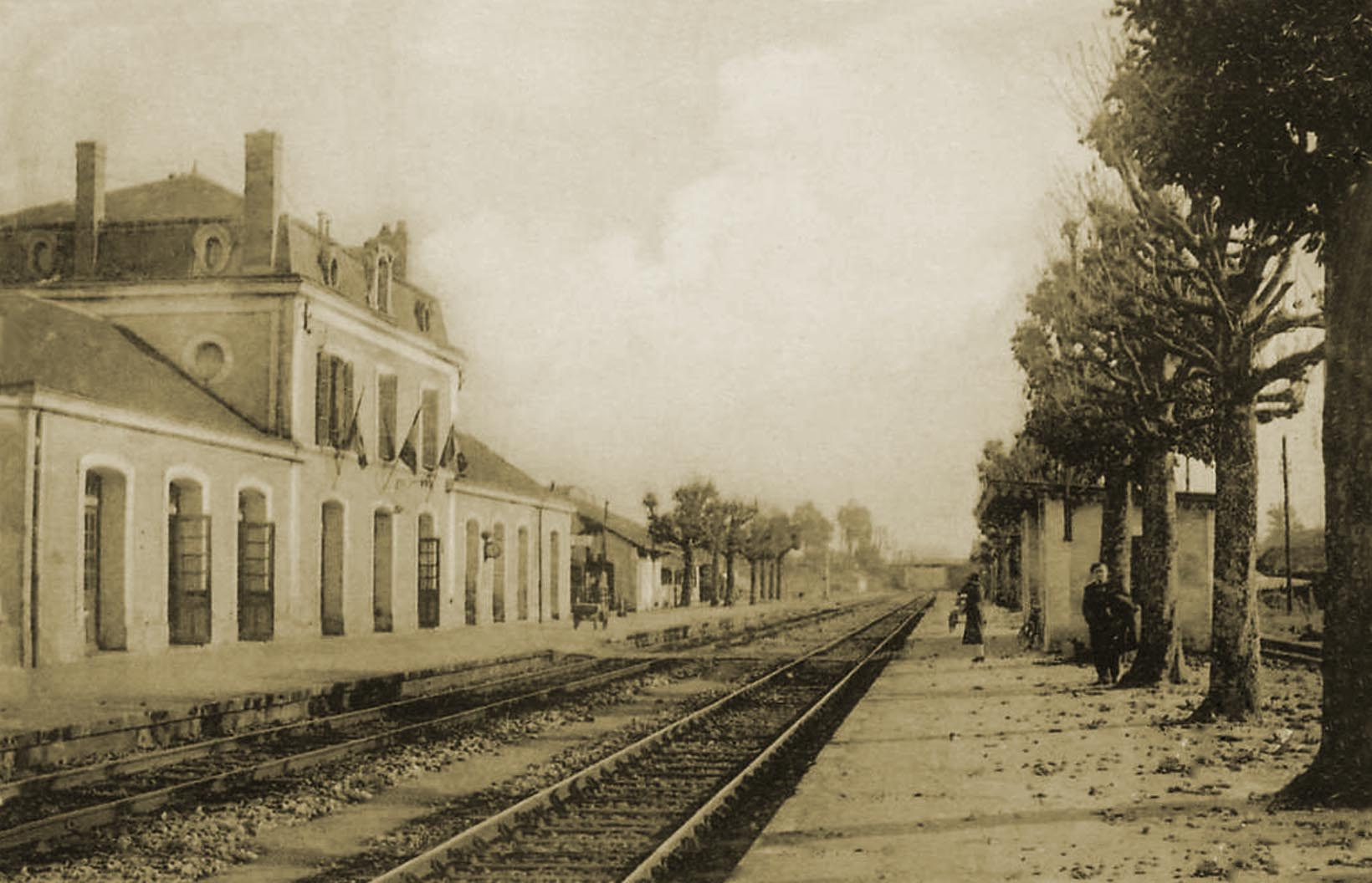
La gare au début du XXième siècle

À partir des années 1870 et surtout celles des années 1880, la gare sert de plate-forme pour l'expédition des eaux-de-vie de cognac vers la gare de Tonnay-Charente, Jonzac étant un important centre de distilleries agricoles située dans la zone de délimitation de la Petite Champagne pour la production du cognac et du pineau.
Au cours de la Seconde Guerre mondiale la gare de Jonzac est utilisée par l'armée allemande pour le transport des munitions entreposées dans les carrières de Heurtebise,. Alors que le 30 juin 1944, deux jeunes résistants Pierre Ruibet et Claude Gâtineau ont fait sauter le dépôt d'armement, un mois plus tard, le 6 août, un Havilland Mosquito de l'escadron n°151 de la Royal Air Force Britannique (en) s'écrase sur le central téléphonique devant la gare au cours d'un raid contre un train de munitions. Les deux pilotes, Clement Fletcher et Donald John McRae sont tués.

## Fréquentation
De 2015 à 2023, selon les estimations de la SNCF, la fréquentation annuelle de la gare s'élève aux nombres indiqués dans le tableau ci-dessous.
| Année     | 2015    | 2016   | 2017    | 2018   | 2019    | 2020   | 2021   | 2022    | 2023    |
| --------- | ------- | ------ | ------- | ------ | ------- | ------ | ------ | ------- | ------- |
| Voyageurs | 103 847 | 97 593 | 103 420 | 99 371 | 115 737 | 63 126 | 94 337 | 127 059 | 148 435 |

## Service des voyageurs

### Accueil
Gare SNCF, elle dispose d'un bâtiment voyageurs, avec guichets, ouverts tous les jours. Elle est équipée d'automates pour l'achat de titres de transport.

### Desserte
Jonzac est desservie par des trains Intercités et des trains du réseau TER Nouvelle-Aquitaine.

### Intermodalité
Un parc pour les vélos et un parking pour les véhicules y sont aménagés.
Elle est desservie par les autocars TER de la relation Angoulême - Pons avec desserte de Barbezieux-Saint-Hilaire en Charente.

## Mémorial
Un mémorial à la mémoire des deux pilotes du Havillan Mosquito, Clement Fletcher et Donald John McRae, est établi devant la gare.

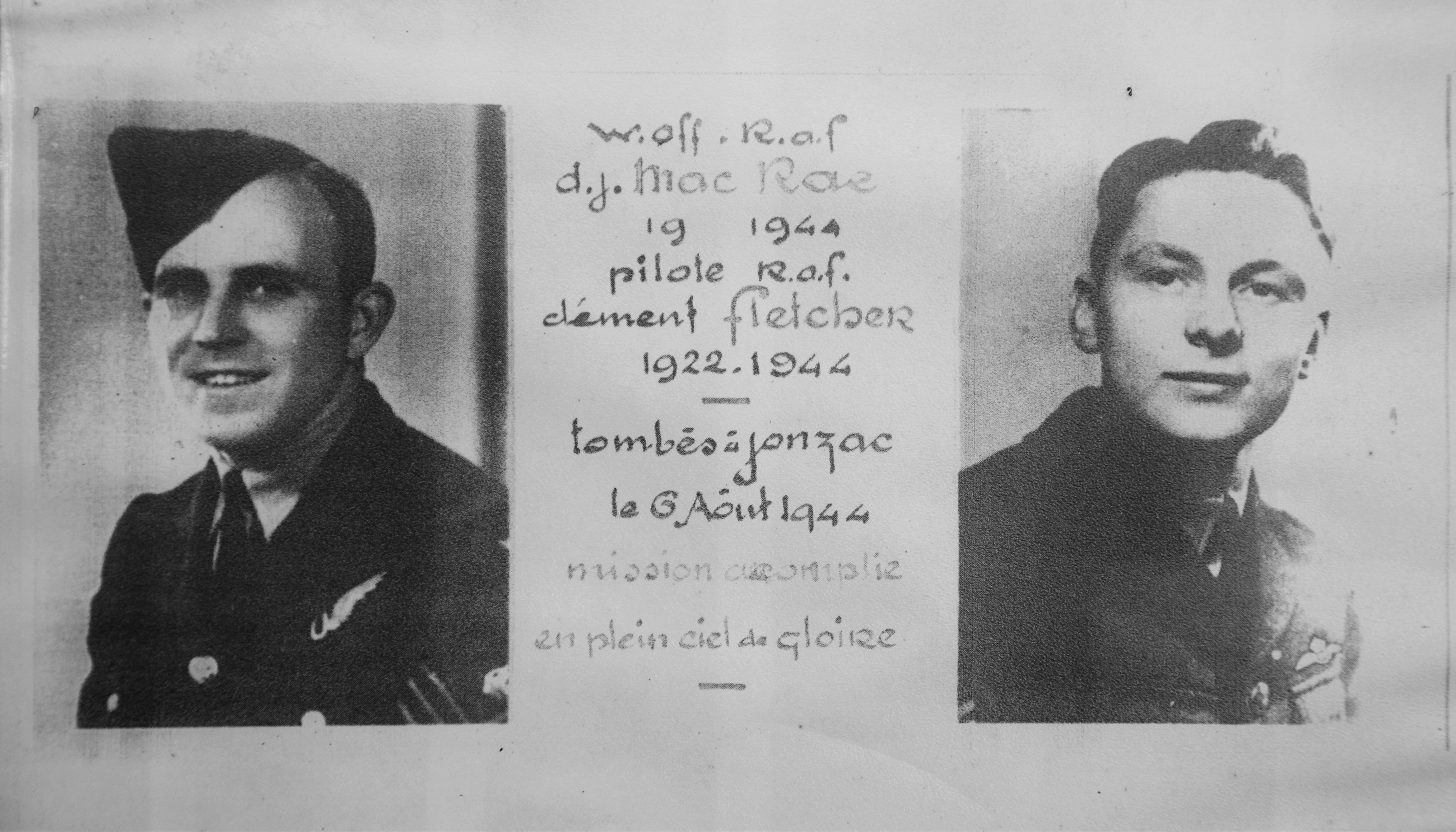
Les deux pilotes.
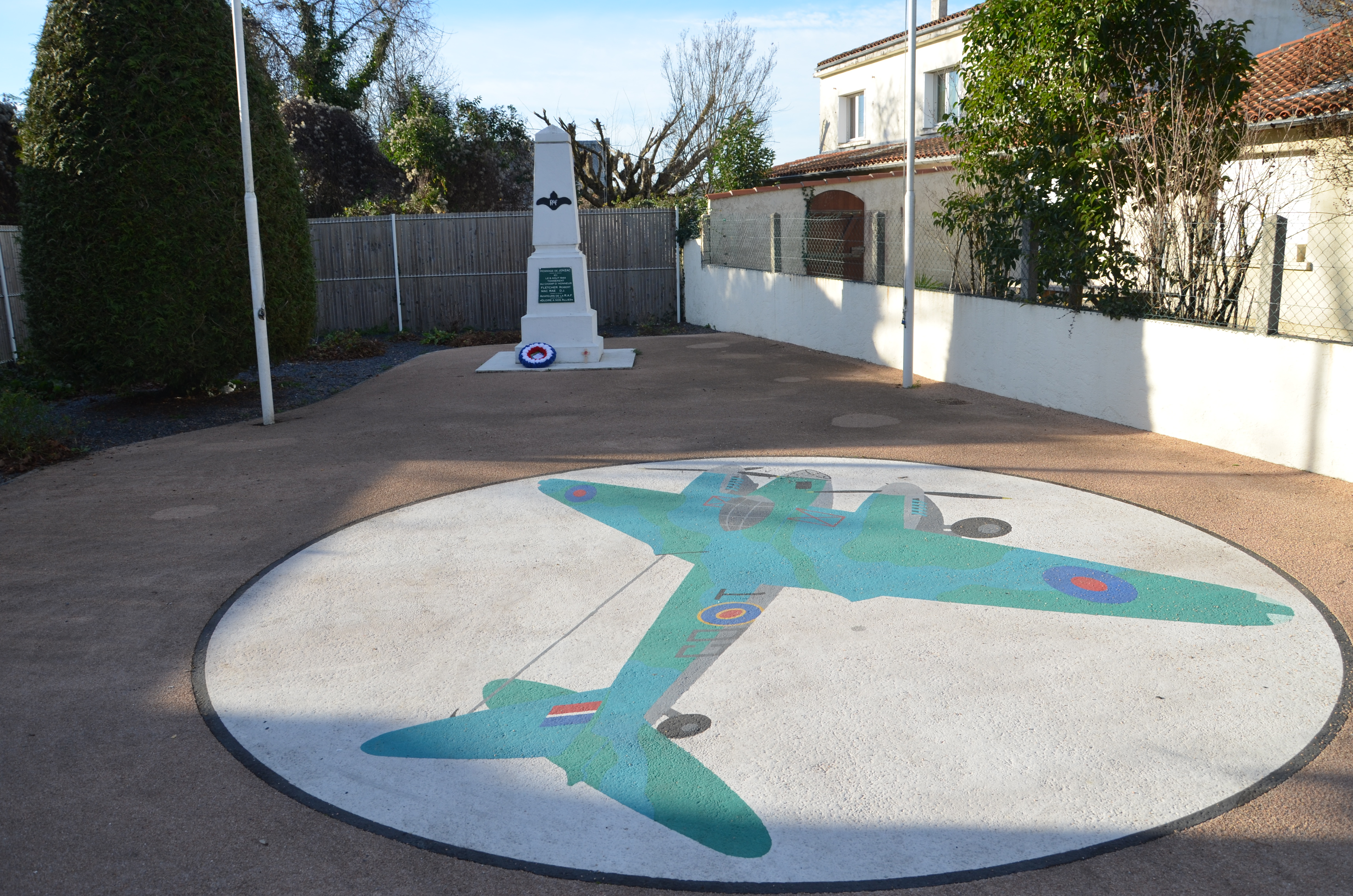
Mémorial.